# Nationale Frauen-Fußball-Meisterschaft 2013
Die Nationale Frauen-Fußball-Meisterschaft 2013 war die 10. Austragung des Fußball-Pokalwettbewerbs für südkoreanische Vereinsmannschaften der Frauen.
Das Pokalturnier fand zwischen dem 5. August und dem 14. August 2013 statt. Die Spiele wurden in Habcheon, im Habcheon-Gongseol-Stadion ausgetragen.

## Teilnehmende Mannschaften
Am Pokalturnier nahmen die WK-League-Mannschaften teil. Außerdem dürften auch Mannschaften, die sich angemeldet haben, mit am Pokalturnier teilnehmen.
| WK-League die 7 Vereine der WK-League 2013 | angemeldete Mannschaften  |
| - Chungbuk Sportstoto - Jeonbuk KSPO WFC - Goyang Daekyo Noonnoppi WFC - Incheon Hyundai Steel Red Angels - Seoul WFC - Suwon FMC WFC - Busan Sangmu WFC | - Daejeon WFC - Ulsan WFC |

## Gruppenphase

### Gruppe A
| Pl. | Verein                           | Sp. | S | U | N | Tore    | Diff. | Punkte |
| --- | -------------------------------- | --- | - | - | - | ------- | ----- | ------ |
| 1.  | Suwon FMC WFC                    | 2   | 2 | 0 | 0 | 003:000 | +3    | 06     |
| 2.  | Incheon Hyundai Steel Red Angels | 2   | 1 | 0 | 1 | 002:100 | +1    | 03     |
| 3.  | Ulsan WFC                        | 2   | 0 | 0 | 2 | 000:400 | −4    | 0      |

| 5. August 2013                   |     |                                  |
| Suwon FMC WFC                    | 2:0 | Ulsan WFC                        |
| 6. August 2013                   |     |                                  |
| Ulsan WFC                        | 0:2 | Incheon Hyundai Steel Red Angels |
| 8. August 2013                   |     |                                  |
| Incheon Hyundai Steel Red Angels | 0:1 | Suwon FMC WFC                    |

### Gruppe B
| Pl. | Verein              | Sp. | S | U | N | Tore    | Diff. | Punkte |
| --- | ------------------- | --- | - | - | - | ------- | ----- | ------ |
| 1.  | Chungbuk Sportstoto | 2   | 1 | 1 | 0 | 005:400 | +1    | 04     |
| 2.  | Jeonbuk KSPO WFC    | 2   | 0 | 2 | 0 | 003:300 | ±0    | 02     |
| 3.  | Seoul WFC           | 2   | 0 | 1 | 1 | 003:400 | −1    | 01     |

| 5. August 2013      |     |                     |
| Jeonbuk KSPO WFC    | 1:1 | Seoul WFC           |
| 6. August 2013      |     |                     |
| Seoul WFC           | 2:3 | Chungbuk Sportstoto |
| 8. August 2013      |     |                     |
| Chungbuk Sportstoto | 2:2 | Jeonbuk KSPO WFC    |

### Gruppe C
| Pl. | Verein                      | Sp. | S | U | N | Tore    | Diff. | Punkte |
| --- | --------------------------- | --- | - | - | - | ------- | ----- | ------ |
| 1.  | Busan Sangmu WFC            | 2   | 2 | 0 | 0 | 007:000 | +7    | 06     |
| 2.  | Goyang Daekyo Noonnoppi WFC | 2   | 1 | 0 | 1 | 004:100 | +3    | 03     |
| 3.  | Daejeon WFC                 | 2   | 0 | 0 | 2 | 000:100 | −10   | 0      |

| 5. August 2013              |     |                             |
| Goyang Daekyo Noonnoppi WFC | 4:0 | Daejeon WFC                 |
| 6. August 2013              |     |                             |
| Daejeon WFC                 | 0:6 | Busan Sangmu WFC            |
| 8. August 2013              |     |                             |
| Busan Sangmu WFC            | 1:0 | Goyang Daekyo Noonnoppi WFC |

## K.O.-Runde

### Viertelfinale
Das Viertelfinale fand am 10. August 2013 im Habcheon-Gongseol-Stadion statt.
|                             | Ergebnis        |                                  |
| --------------------------- | --------------- | -------------------------------- |
| Busan Sangmu WFC            | 2:3             | Jeonbuk KSPO WFC                 |
| Goyang Daekyo Noonnoppi WFC | 1:1 (4:3 i. E.) | Incheon Hyundai Steel Red Angels |

### Halbfinale
Das Halbfinale fand am 12. August 2013 im Habcheon-Gongseol-Stadion statt.
|                     | Ergebnis |                             |
| ------------------- | -------- | --------------------------- |
| Chungbuk Sportstoto | 4:0      | Jeonbuk KSPO WFC            |
| Suwon FMC WFC       | 1:3      | Goyang Daekyo Noonnoppi WFC |

### Finale
Das Finale fand am 14. August 2013 im Habcheon-Gongseol-Stadion statt.
|                     | Ergebnis |                             |
| ------------------- | -------- | --------------------------- |
| Chungbuk Sportstoto | 1:3      | Goyang Daekyo Noonnoppi WFC |